# Хауза

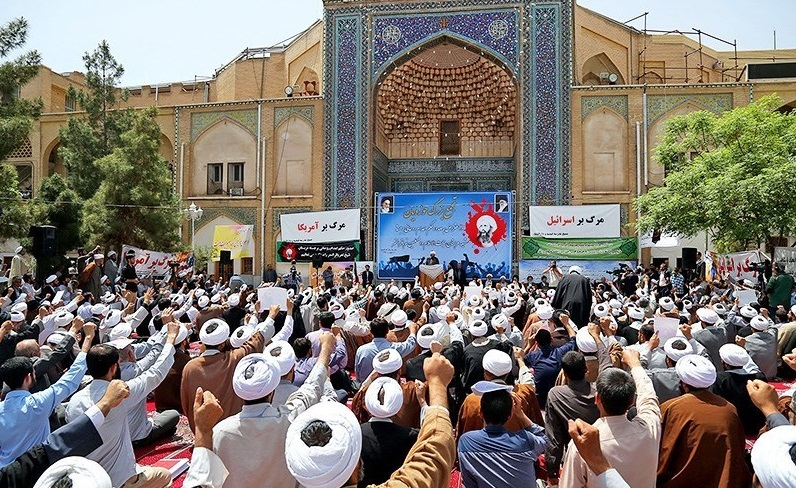
Хауза в Куме, главная в Иране

Хауза — традиционная шиитская исламская академия, духовная семинария, в которой изучаются исламские дисциплины: фикх джафаритского мазхаба, тафсир и другие коранические науки, логика (мантик), история ислама, наука о хадисах (илм аль-хадис), наука о передатчиках хадисов (илм ар-риджал), теология (акида и калам), арабский и другие языки, исламская философия и ирфан.

## Истоки
Основоположником института хаузы является выдающийся шиитский учёный, составитель сборников «Тахзиб аль-ахкам» и «Аль-Истибсар» Абу Джафар ат-Туси (995—1067 гг. н. э.). Он основал хаузу в ан-Наджафе (Ирак), которая оставалась главным центром шиитского знания и образования на протяжении 1000 лет, впоследствии передав пальму первенства аналогичной хаузе в Куме (Иран). Во многом возвышению кумской школы способствовала деятельность имама Хомейни и многих его учителей и предшественников, а в дальнейшем — Исламская революция в Иране, зародившаяся в недрах кумской хаузы.

## Изучаемые исламские дисциплины

### Логика (мантик)
Исламская логика аналогична той, которую в западных университетах называют традиционной логикой (в противовес современной логике, преподаваемой в рамках курса высшей математики).
Основной текст по логике, который использовался в хаузах в прошлом, — это «Шарх аль-мандума фи-ль-мантик» Сабзевари. Кроме того, и по сей день в некоторых хаузах самым популярным трудом по логике является «Усул аль-мантик» («Основы логики») за авторством шейха аль-Музаффара.
Логика является одной из тех дисциплин, с которой студенты (талабе) начинают своё обучение в хаузе, поскольку она рассматривается в качестве средства постижения всех остальных исламских дисциплин — фикха, принципов юриспруденции (усул аль-фикх), теологии (акида и калам) и исламской философии, хотя постижение последней возможно и вне контекста логики, учитывая наличие в ней ряда интуитивистских, иррациональных течений.
Известный мусульманский философ и логик аль-Фараби определял логику (мантик) как инструментальную, построенную на правилах науку, которая направляет разум к истине и охраняет его от ошибок в размышлениях.
Что касается шиитской юриспруденции (фикх) и джафаритского мазхаба, то для шиитов важен также такой источник права, как акл — использование разума, интеллекта в процессе дедуктивного вывода предписаний Шариата из Корана и Сунны.

### Илм усул аль-фикх (наука об основаниях юриспруденции)
На заре существования ислама шиитские учёные, формулирующие законы Шариата, использовали в качестве источника только Коран и хадисы. Они группировали хадисы по тематическому принципу, желая вывести фетву по тому или иному вопросу. Таким образом, ранние факихе шиитов были, главным образом, мухаддисами (хадисоведами).
Однако, как отмечает шиитский учёный XX века Мухаммад Бакир ас-Садр, с течением времени многие хадисы были утрачены, а также стал более неясным их смысловой контекст. В связи с этим появилась потребность в илм усул аль-фикх — науке об основаниях шиитской юриспруденции. Она подразумевала использование набора рациональных (акли) методов с тем, чтобы, учитывая все возникшие смысловые бреши, дедуктивно вывести из Корана и Сунны необходимое предписание. Учёные начали вырабатывать эти рациональные принципы правовой трактовки сакральных источников, что положило начало илм усул аль-фикх, которую обычно называют илм аль-усул (наука об основаниях) или усул аль-фикх (основания юриспруденции).
Студент хаузы обычно начинает изучение илм усул аль-фикх с книги шейха Абд аль-Хади Фадли «Мабади усул аль-фикх» («Принципы науки об основах фикха») или с двухтомного труда «Аль-муджаз фи усул аль-фикх» аятоллы Джафара Субхани.
После этого студенты изучают две следующие книги:
1. «Дурус фи усул аль-фикх» («Уроки об основаниях юриспруденции») аятоллы шахида Мухаммада Бакира ас-Садра. Данный труд известен также под названием «Халакат» и включает в себя три курса, последний из которых — «Халака» — подразделяется также на два тома.

1. «Усул аль-фикх» («Основания юриспруденции») шейха Музаффара в двух томах.

После окончания штудирования этих основополагающих работ студенты хаузы переходят к изучению более продвинутых классических текстов по усул аль-фикх, таких, как «Ар-Расаил», «Аль-Кифайа» и «Маалим аль-усул».

### Фикх (юриспруденция)
Фикх (мусульманская юриспруденция) — одна из основополагающих исламских наук, с которой сопряжены многие другие дисциплины. Фикх включает в себя изучение основных законов ислама, касающихся омовения, намаза, поста, хаджа, бракоразводного процесса, торговли, имущественных отношений и других аспектов жизни исламского общества.
Изучение фикха студенты хаузы начинают с книги «Мухтасар ан-нафи», а затем приступают к книге шейха Джавада Мугнийи «Фикх аль-Имам Джафар ас-Садик (алейхи-с-салам)». Иногда вместо преподаётся труд шейха Бакира аль-Ирвани «Ад-дурус фи-ль-фикх аль-истидлали».
Затем учащиеся хаузы переходят к освоению главного текста по фикху — девятитомника Второго Мученика (Шахид ас-Сани) «Аз-забдат аль-фикхиййа фи шарх раудат аль-бахиййа», известного также под названием «Шарх лум’а». Данная работа является комментарием к труду «Лум’а» Первого Мученика (Шахид аль-Аввал).
В качестве дополнительных источников по фикху используются книги «Шара’и аль-Ислам» за авторством Алламе аль-Хилли, «Айат аль-ахкам» аль-Ирвани и трактаты по фикху (таудих аль-масаил) современных и недавно умерших муджтахидов в статусе марджа ат-таклид.

### Тафсир аль-Кур’ан (экзегезис Корана)
Илм ат-тафсир, или наука о толковании Корана, представляет собой системную (последовательную или тематическую) экзегетику коранических аятов. Данный предмет подробно и глубоко изучается в хаузе, которая в качестве вариантов специализации предлагает студентом квалификацию «комментатор (муфассир) Корана».
На протяжении всей истории ислама как шиитские, так и суннитские учёные написали сотни трудов по тафсиру, и многие из них изучаются в хаузе. При этом необходимо отметить, что некоторые шиитские учёные употребляют слово «тафсир» только применительно к тем комментариям, которые были даны самим пророком Мухаммадом или членами его семейства — Ахль аль-Байт. Все остальные толкования они воспринимают исключительно в качестве личной рефлексии и размышлений о смысле коранических аятов — в исламе это носит название «табаддур». Практика табаддура популярна в хаузе, где студентов поощряют обсуждать смысл коранических аятов и делиться друг с другом своими мыслями по этому поводу.
В последние два десятилетия особой популярностью в шиитской хаузе пользуется 20-томный комментарий Табатабаи «Тафсир аль-Мизан».
Ответвлением науки фикха является также такая дисциплина, как аль-каваид аль-фикхиййа (правовые принципы). Её не следует путать с усуль аль-фикх — наукой о принципах дедуктивного вывода законов из источников. Популярным источником по данной дисциплине является двухтомник «Аль-каваид аль-фикхиййа», автором первого тома является кумский учёный шейх Бакир аль-Ирвани, а второго — аятолла Макарем Ширази.

### Улум аль-Кур’ан (коранические науки)
В то время, как илм тафсир аль-Кур’ан занимается толкованием самих коранических аятов, которых насчитывается более 6000, коранические науки изучают главную священную книгу ислама как целостный феномен. В частности, они включают в себя историю Корана, науку об обстоятельствах и причинах ниспослания аятов (асбаб ан-нузул), историю составления Корана, его сохранения в веках, науку о вариациях его чтения, о классификации «отменяющих» (насих) и «отменённых» (мансух) аятах, правилах чтения Корана (таджвид) и т. д.
Самой популярной книгой по кораническим наукам, изучаемой в хаузе, является двухтомник шейха Мухаммада Хади Ма’арифы «Талхис ат-тамхид».

### Илм аль-хадис (наука о хадисах)
Илм аль-хадис (хадисоведение) изучает историю сбора хадисов, их компиляции и классификации, составления их сборников и сохранения. Ценным трудом по данной дисциплине является «Введение в хадисы» за авторством Абд аль-Хади аль-Фадли: эта работа, в частности, включает в себя книгу Второго Мученика (аш-Шахид ас-Сани) «Дирайат аль-хадис».
Коранические аяты и хадисы являются фундаментом, на котором базируются все остальные исламские дисциплины. Кроме того, именно в хадисах даётся тафсир (толкование) аятов Корана.
Студенты хаузы изучают четыре основополагающих шиитских сборника хадисов:
1. «Аль-Кафи» шейха аль-Кулайни;
2. «Ман ла йахдуруху-ль-факих» шейха ас-Садука;
3. «Тахзиб аль-ахкам» Абу Джафара ат-Туси;
4. «Аль-Истибсар» Абу Джафара ат-Туси.

Кроме того, учащиеся хаузы читают другие шиитские сборники и энциклопедии хадисов — такие, как «Васаил аш-шиа», «Мустадрак аль-васаил», «Бихар аль-анвар», равно как и суннитские своды хадисов.

### Илм ар-риджал (наука о передатчиках хадисов)
Илм ар-риджал (буквально — «наука о мужах») занимается изучением биографий и личных качеств передатчиков хадисов с тем, чтобы определить степень их справедливости и надёжности, и, соответственно, сделать вывод о достоверности того или иного хадиса. Тем самым, илм ар-риджал является важной дисциплиной, играющей существенную роль в оценке иснада хадисов.
Студенты хаузы изучают такую популярную работу по илм ар-риджал, как «Аль-му’ин ала му’джам риджал аль-хадис» аятоллы Абулкасема аль-Хои.

### История ислама
Изучая историю ислама (тарих), студенты хаузы штудируют труды как шиитских, так и суннитских авторов. Большой популярностью в хаузе пользуется исторический труд Шахристани «Аль-милал ва-н-нихал», а также работы шиитского историка сейида Муртазы аль-Аскари.

### Вероучение (акида) и теология (калам)
Теология также носит название илм аль-калам, или усул ад-дин (наука об основах веры). Однако последний термин редко употребляется в хаузе. Основы веры (усул ад-дин) в шиизме включают в себя пять принципов: Таухид (Единобожие), Адалат (Божественная справедливость), Нубувва (пророчество), Имамат и Маад (вера в воскресение из мёртвых и Судный день).
Этот предмет обладает для студентов хаузы такой же исключительной важностью, как и фикх. В современных хаузах дополнительно к нему также изучается сравнительное религиоведение. В рамках курса теологии в хаузе затрагиваются такие важные для шиизма философские и богословские темы, как избежание антропоморфизма, свобода воли и предопределение, непорочность и непогрешимость пророков и имамов, их заступничество в Судный день.
Студенты хаузы изучают следующие работы по теологии: «Таджрид аль-итикад» ходжи Насир ад-Дина ат-Туси и комментарий (шарх) к данному труду за авторством Алламе аль-Хилли под названием «Кашф аль-мурад фи таджрид аль-итикад», «Баб Хади Ашар» Алламе Хилли, «Адл-е Илахи» шахида Муртазы Мутаххари, а также четырёхтомник «Илахиййат» аятоллы Джафара Субхани.

### Арабский язык
Классический литературный арабский язык (фусха) является языком Корана и хадисов, которые студент хаузы должен читать и понимать именно на этом языке, а не в переводе.
Курс арабского языка в хаузе включает в себя изучение следующих дисциплин:
1. Грамматика (нахв);
2. Синтаксис и морфология (сарф);
3. Риторика (балага);
4. Развитие словарного запаса.

Наиболее важными из изучаемых в хаузе трудов по арабской грамматике (нахв) являются следующие работы: «Аль-хидаййа фи-н-нахв», «Шарх Ибн Акил» и «Ан-Нахв аль-Вадих».
В качестве текстов по арабской морфологии (сарф) в хаузах используются книги «Мабади аль-арабиййа» и «Китаб ат-тасриф». Учебником по риторики является книга «Аль-балага аль-вадиха». А уже в дальнейшем изучается «Нахдж аль-балага» — сборник проповедей, писем и мудрых изречений первого имама шиитов Али ибн Абу Талиба.

### Исламская философия
Изучив науку логики (мантик), студенты хаузы приступают к постижению исламской философии, начиная этот путь с чтения книги Алламе Табатабаи «Бидайат аль-хикма» и затем — «Нихайат аль-хикма».
В некоторых хаузах, впрочем, этим двум работам предпочитают книгу «Аль-манхадж аль-джадил» аятоллы Мухаммада Таки Мисбаха Язди, известную также под названием «Философские наставления».
Кроме того, в качестве учебника по философии в хаузах также используется двухтомник «История исламской философии» под редакцией Сейида Хоссейна Насра и Оливера Лимана.

### Ирфан
Ирфан — исламский мистицизм и учение об обретении близости к Аллаху — подразделяется на теоретический (назари) и практический (амали). Теоретический ирфан сводится к изучению исламской метафизики и трансцендентной философии Муллы Садра. В рамках курса ирфана также изучаются философские системы Ибн Сины, Сухраварди и Ибн аль-Араби. Отличие теоретического ирфана от исламской философии заключается в том, что последняя ищет рациональные пути к познанию Аллаха и положений веры, в то время как ирфан имеет дело с непосредственным, прямым мистическим опытом.
Практический ирфан иногда называют «духовным странствием» (саир ва сулук), и в данной связи описано много практик, близких к суфийским.
Одним из фундаментальных текстов по теоретическому ирфану, изучаемых в хаузе, является девятитомник Муллы Садра «Аль-хикма аль-мутаалийа», известный также под названием «Асфар». Также в хаузе востребована работа под редакцией Сейида Хоссейна Насра «Исламская духовность», состоящая из двух частей — "Исламская духовность. Том первый (основания) и «Исламская духовность. Том второй (проявления».
Важной частью практического ирфана являются мольбы и молитвы (дуа). В связи с этим студенты хаузы изучают «Сахифа Саджадия» — сборник молитв четвёртого имама Али Зайн аль-Абидина ас-Саджада, а также книгу «Мафатих аль-джинан» Аббаса Кумми и трёхтомник Ибн Тавуса «Икбал аль-амал».

## Современное состояние
В настоящее время кумская и наджафская хауза являются двумя конкурирующими центрами шиитского знания. Обе эти школы базируются на глубоком изучении основополагающих шиитских текстов (тафсира Корана и хадисов), равно как и джафаритского фикха (юриспруденции).
При этом кумская хауза является оплотом идей имама Хомейни и исламской революции, в то время как для наджафской школы характерен скепсис по отношению к данным идеям. Соответственно, в кумской хаузе уделяют немалое внимание связи ислама и политики, в то время как учащимся (талабе) наджафской хаузы запрещено участвовать в политической жизни и состоять в политических партиях и движениях. Кроме того, в кумской хаузе особое значение придаётся изучению исламской и западной философии, в то время как в хаузе ан-Наджафа преподавание философии запрещено. Наджафская хауза даёт учащимся базовую квалификацию в рамках узкой специализации, в то время как кумская хауза ориентирована на более широкое образование и, помимо изучения собственно исламских дисциплин, её учащиеся слушают курсы лекций по политологии, психологии, социологии, экономике, географии, сравнительному религиоведению и т. д.
Срок обучения в хаузе не является строго ограниченным во времени. Конечной целью хаузы является подготовка шиитских муджтахидов, в том числе и способных стать марджи ат-таклид — образцом для подражания, то есть авторитетными экспертами в области фикха, чьим фетвам могут следовать обычные мусульмане-шииты. Однако в рамках хаузы существуют и другие варианты специализации (коранические науки, философия, история ислама и т. д.).
Для того, чтобы стать муджтахидом, студент (талабе) хаузы должен потратить на это не одно десятилетие. Поэтому многие учащиеся и исследователи проводят в хаузе по 20, 30, 40 лет. Однако многие другие студенты (талабе) ограничиваются более коротким сроком обучения — от 3 до 9-10 лет, получая общее исламское образование, позволяющее хорошо ориентироваться в шиитском вероучении и праве, однако не дающее должной квалификации для толкования шиитских сакральных текстов и вывода законов Шариата из источников (иджтихада). Кроме того, в хаузе Кума набирают популярность короткие курсы сроком в 1-3 месяца для исследователей и взрослых работающих людей, которые не могут позволить себе посвятить обучению в хаузе годы.

Помимо двух крупнейших хауз в Куме и ан-Наджафе, хаузы также действуют в Ливане, Сирии, Британии.

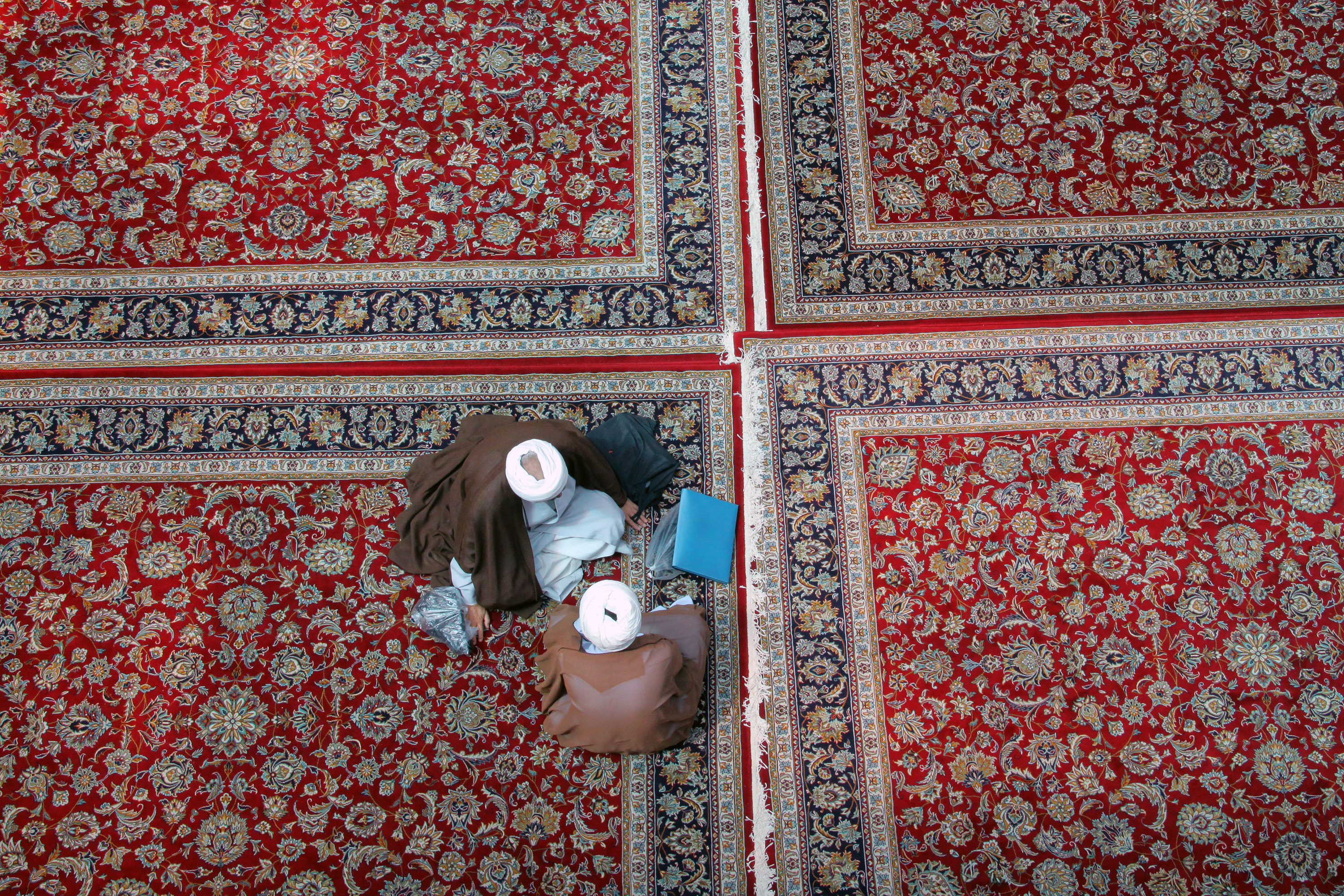
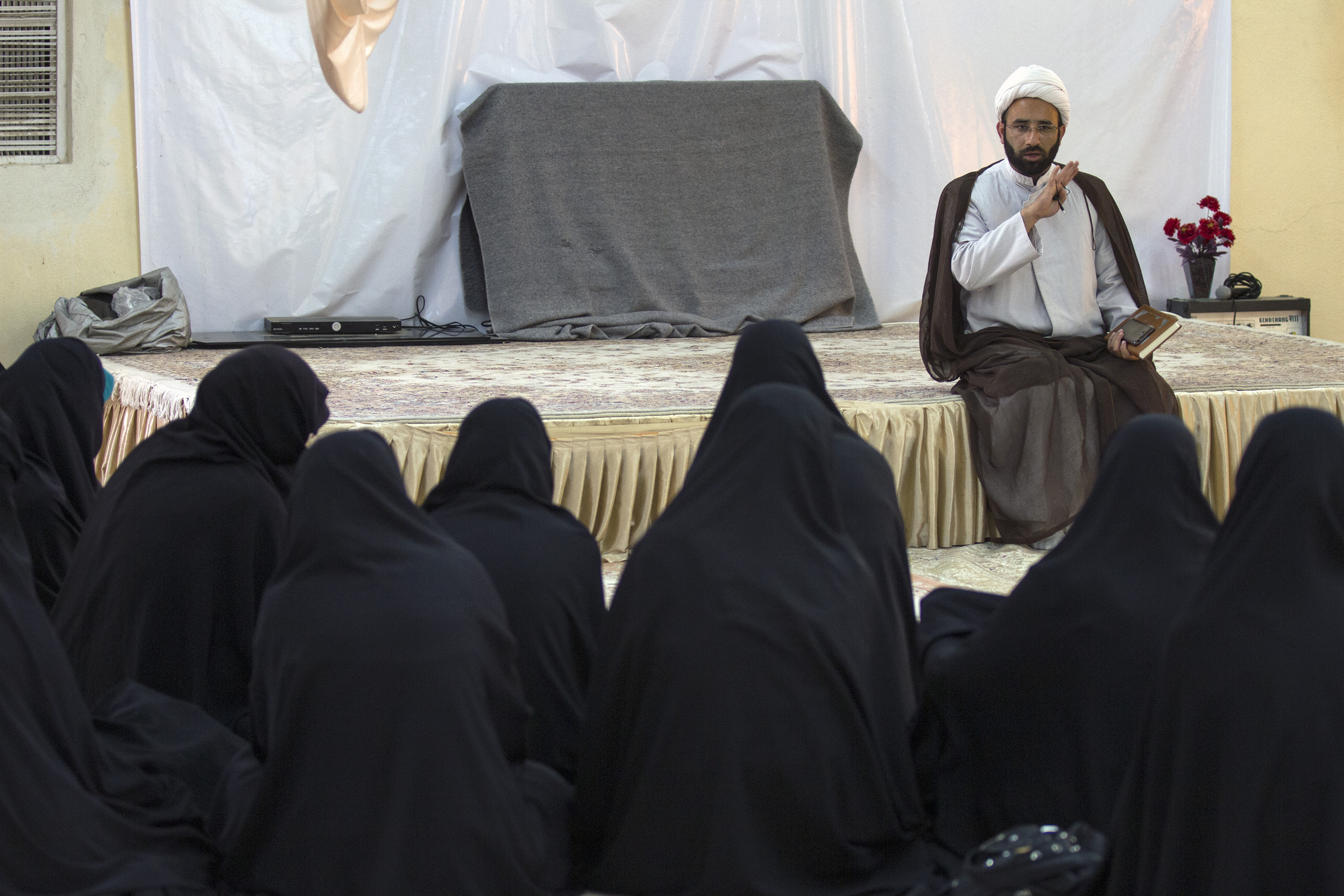
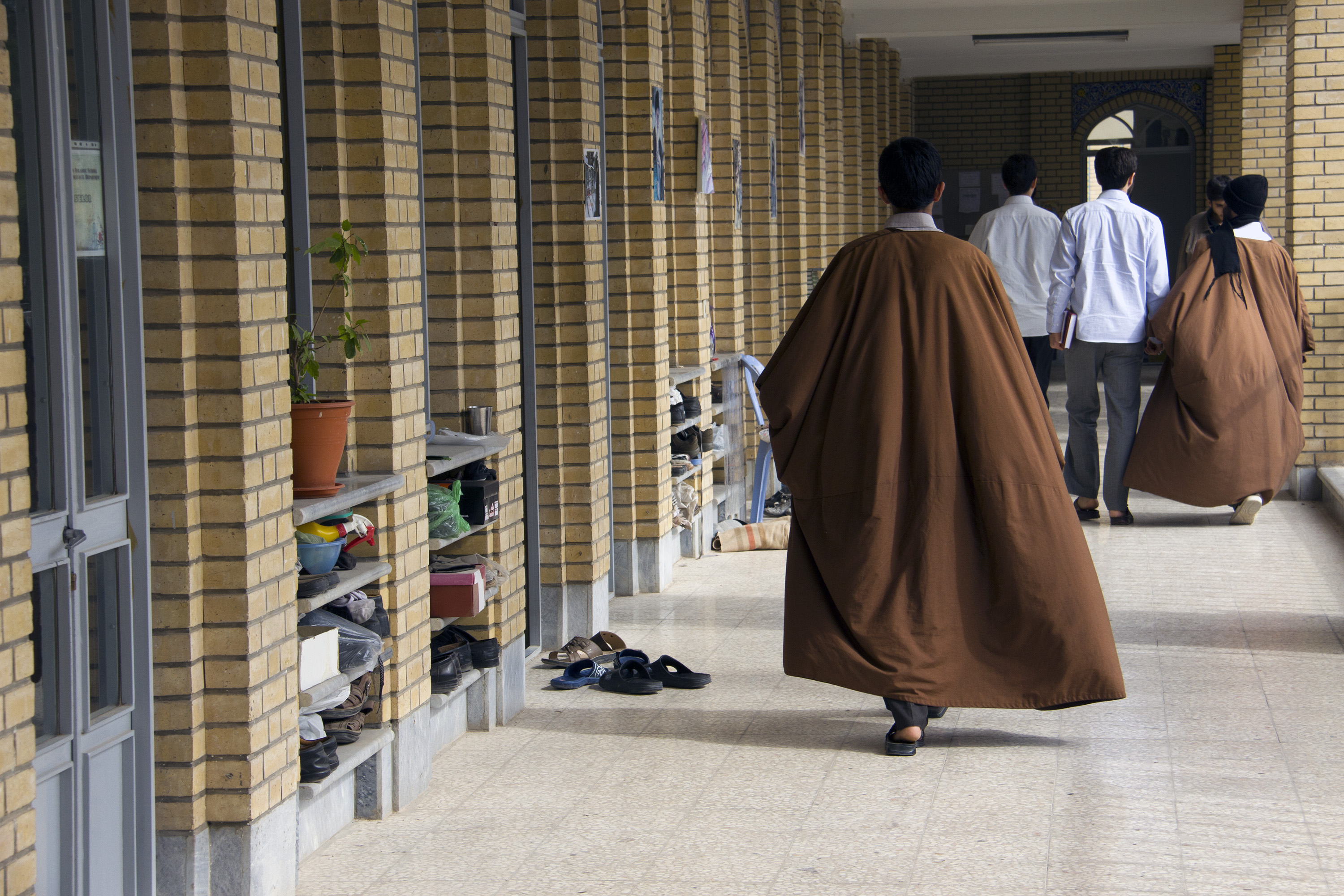
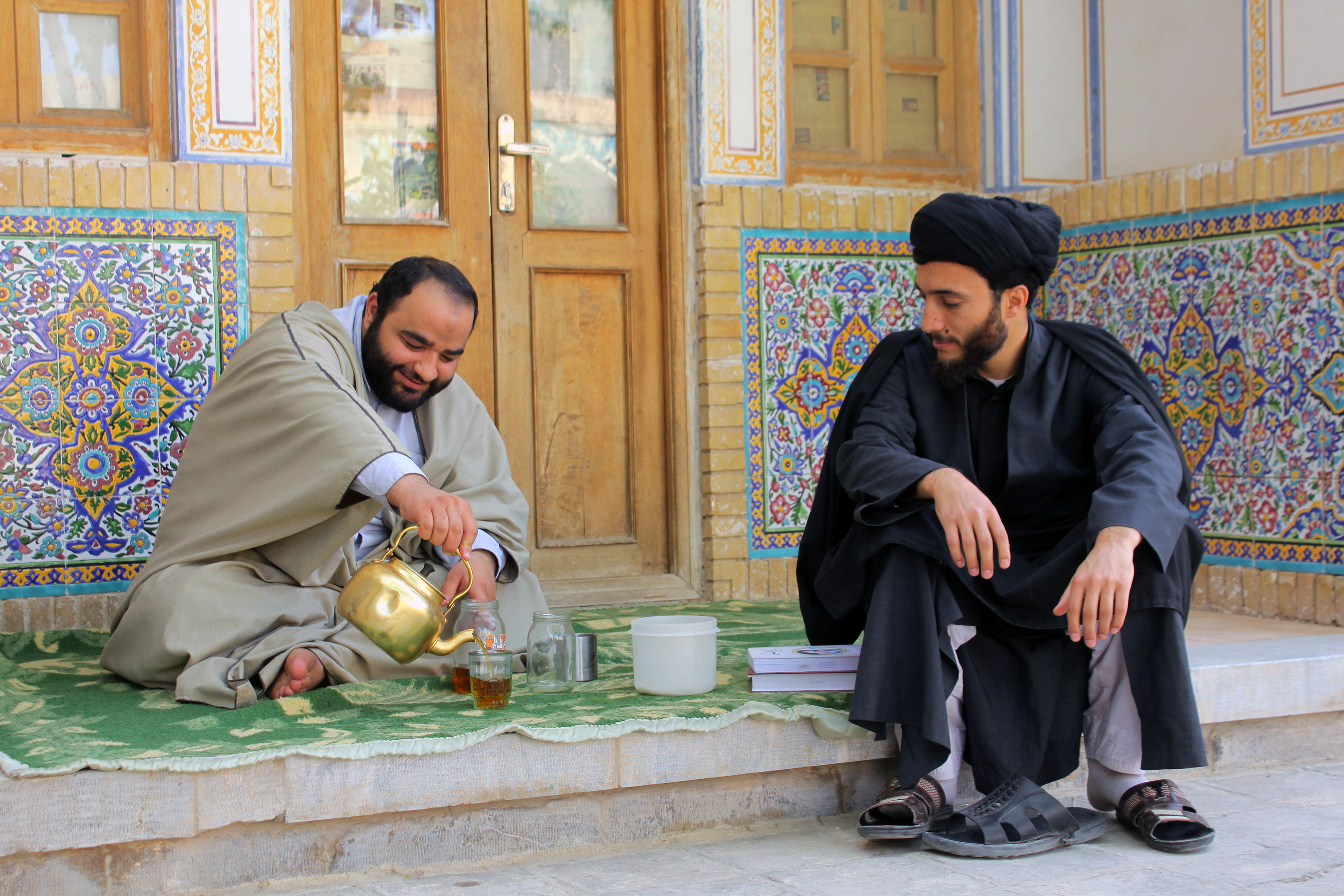
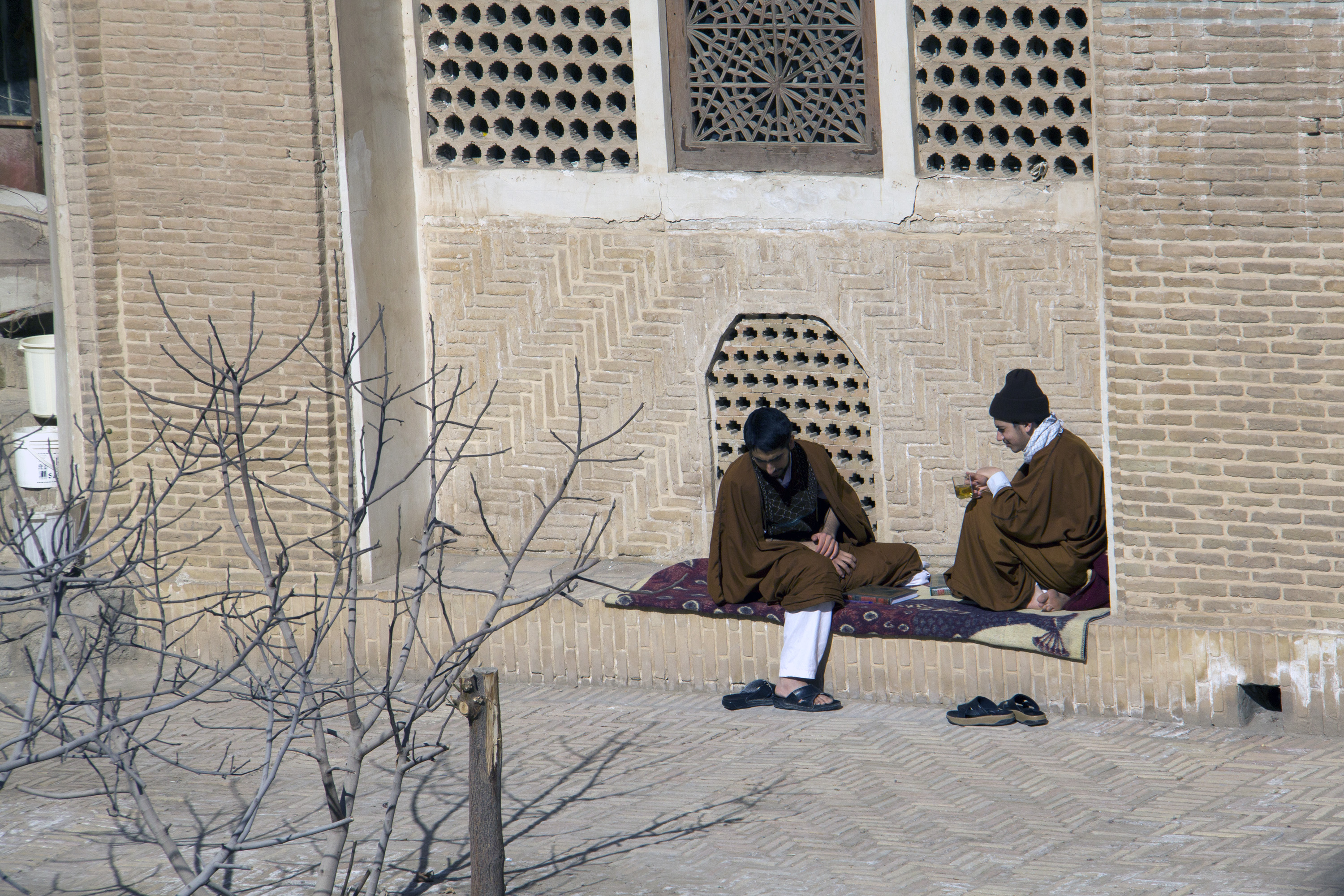
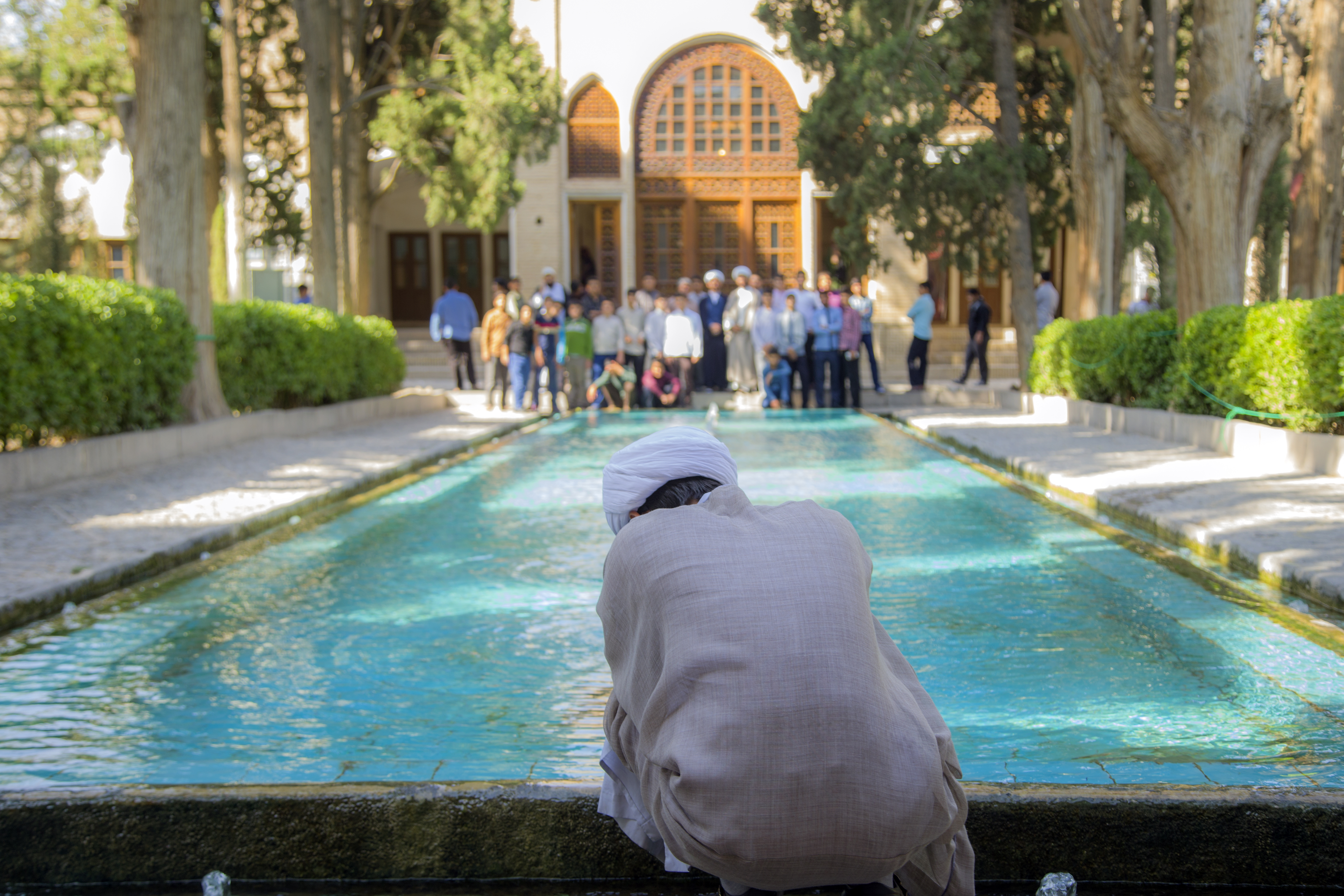

## Использованные источники
- Hawza — Advanced Islamic Studies — www.al-islam.org